# 托比島
托比島是太平洋島國帛琉哈托博海伊州的島嶼，長1.2公里、寬0.7公里，面積0.6平方公里，最高點海拔高度3米，大多數居民在該島西部居住，2000年人口20。
03°00′22″N 131°07′26″E / 3.00611°N 131.12389°E